# Ostrovec
Ostrovec (en allemand : Wostrowetz) est une commune du district de Písek, dans la région de Bohême-du-Sud, en République tchèque. Sa population s'élevait à 365 habitants en 2020.

## Géographie
Ostrovec est arrosée par la rivière Lomnice, un affluent de l'Otava, et se trouve à 6 km à l'ouest du centre de Mirotice, à 14 km au nord-nord-ouest de Písek, à 57 km au nord-nord-ouest de České Budějovice et à 77 km au sud-sud-ouest de Prague.
La commune est limitée par Smetanova Lhota au nord-ouest, par Varvažov au nord-est, par Oslov au sud-est, par Vojníkov et Vráž au sud, et par Cerhonice à l'ouest.

## Histoire
La première mention écrite du village date de 1323.

## Transports
Par la route, Ostrovec se trouve à 16,5 km de Písek, à 68 km de České Budějovice et à 91,5 km de Prague.